# 大氣熱力學
大氣熱力學是一門研究熱功轉換，在地球大氣層內以氣候的方式表現的學問。大氣熱力學運用熱力學定律去描述、解釋一些大氣中的物理現象，例如潮濕空氣的特性、雲的形成、大氣邊界層、大氣中的鉛直不穩定性等。大氣熱力學常使用熱力學圖去預測風暴的形成。大氣熱力學是雲物理學和大量天氣模型中對流參數化的基石，常被用於對流平衡等氣候模型。

## 概述
大氣熱力學是一個非平衡系統的例子。 大氣熱力學描述了一些浮力造成的現象，例如低密度（暖）空氣上升、高密度（冷）空氣下降、水的蒸發與凝結等。 這些動力學可以被氣壓梯度力與科氏力描述。需要被用到的理論包括能量守恆律、理想氣體方程、熱容量、等熵過程的假設（熵是定值）與絕熱過程（沒有與外界熱交換的過程）。大部分對流層的氣體都被視為理想氣體與水蒸氣，其相變過程是問題討論的核心。
一些相關的進階主題包含水的相變均勻成核和非均勻成核、雲的形成中溶解物質的影響、冰與水滴的過飽和。考慮潮濕空氣和雲的形成理論會產生一些特殊溫度，例如等位溫度、濕球溫度和虛溫。相關的領域包含能量、動量、物質傳遞、雲中空氣粒子的氣流交互作用、對流、熱帶氣旋和大氣中的巨觀動力學。
大氣熱力學扮演的主要角色，是描述作用於流體質點的絕熱力與非絕熱力，可以被原始方程組計算。這些方程式成為了氣候數值計算與預測的基石。

## 歷史
19世紀初，一些重要的數學工具，如流體（氣體）力學、蒸氣引擎的內燃與壓力循環等被卡諾、克勞修斯與克拉佩龍等人開發，如克勞修斯-克拉佩龍方程。1873年，熱力學科學家吉布斯發表了有關流體的熱力學的圖像方法的文章（《Graphical Methods in the Thermodynamics of Fluids》）。

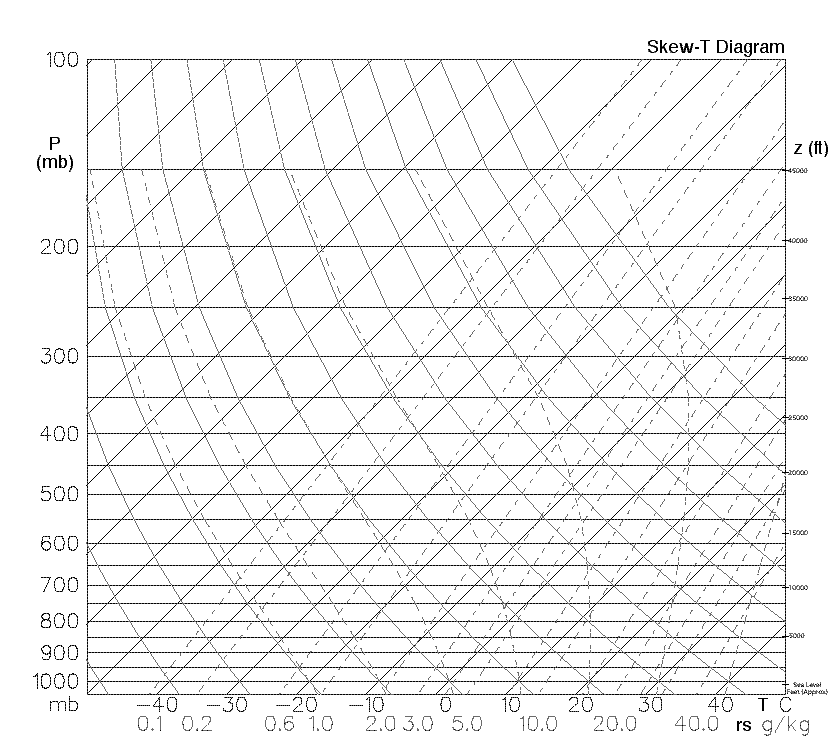
19世紀開發的熱力學圖現在仍被用於計算如對流可用位能或空氣穩定性等物理量。

這些基礎自然的開始被運用於引起了極大關注的大氣熱力學理論模型的開發上。關於大氣熱力學的論文在1860年代開始出現，其標題如乾燥與潮溼的絕熱過程。1884年，赫茲發明了第一張大氣熱力學圖（埃瑪圖）。貝佐德公爵使用準絕熱過程，描述了空氣抬升、膨脹、冷卻，最後其中的水氣凝結成雨的過程。1888年，他發表了一份長篇的著作：《關於大氣中的熱力學》（On the thermodynamics of the atmosphere）。
1911年，魏格納公爵發表了書籍：《Thermodynamik der Atmosphäre》。從此大氣熱力學作為科學的一個分枝，開始穩定扎根。英語的大氣熱力學「atmospheric thermodynamics」一詞可以被追溯到Frank W. Very在1919的發表：《The radiant properties of the earth from the standpoint of atmospheric thermodynamics》。1970年代晚期，大氣熱力學一詞開始出現在教科書上。時至今日，大氣熱力學為天氣預報的一項重要理論。

### 時間軸
- 1751 Charles Le Roy認定露點溫度是空氣飽和的指標
- 1782 Jacques Charles（英语：Jacques Charles）製造了氫氣球用於測量溫度和壓力
- 1784 溫度隨高度變化的概念被提出
- 1801–1803 道耳吞寫下了他的氣體壓力定律
- 1804 給呂薩克讓氣球上升以研究天氣
- 1805 拉普拉斯寫下了壓力隨高度變化的函數
- 1841 James Pollard Espy（英语：James Pollard Espy）發表了關於氣旋能量的對流理論的論文
- 1856 費雷爾發表了造成西風帶的動力學
- 1889 亥姆霍茲與貝佐德使用了溫度勢的概念，貝佐德應用了絕熱、準絕熱氣溫垂直遞減率的概念
- 1893 Richard Asman構想了大氣探空火箭（壓力-溫度-濕度）
- 1894 John Wilhelm von Bezold使用了等效溫度的概念
- 1926 Sir Napier Shaw引述了熵溫圖
- 1933 Tor Bergeron發表了論文"Physics of Clouds and Precipitation"描述了過冷造成的降水（在有水滴下的冰晶凝聚成長）
- 1946 Vincent J. Schaeffer和Irving Langmuir發表了史上第一個人工降雨實驗
- 1986 K. Emanuel以卡諾引擎的概念解釋了熱帶氣旋

## 應用

### 哈德里環流圈
哈德里環流圈可以被想作是一個熱機。哈德里環流圈被認定為是暖濕空氣在赤道地帶上升，冷空氣在副熱帶地區下降，導致一個熱對流循環，並產生淨動能。哈德里系統的熱力學效率（作為一個熱機的效率）在1979年至2010年近乎一個常數，平均為2.6%。在相同的時間段裡，哈德里系統的功率平均逐年上升0.54兆瓦，這代表著輸入能量的增加，並與熱帶海洋表面的溫度有關。

### 熱帶氣旋卡諾熱機

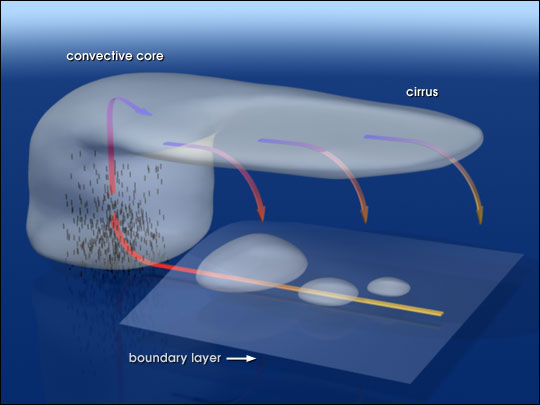
空氣會在對流的過程中會越來越潮濕。對流核心的上升運動會使空氣膨脹、冷卻、凝結。上層氣流的流出形成砧雲，最終因質量守恆下降。（rysunek – Robert Simmon）

颶風在熱力學上的表現可以被視作是一個運作在作為熱庫的大海（大約300K（27 °C）），與作為熱沉的對流層頂（大約200K（−72 °C））熱機。最後輸出的作功為風的動能。  當一團空氣在靠近海平面時吸收熱與水氣，暖空氣會上升並膨脹，並在過程中冷卻，造成凝結與降水。上升的空氣與凝結會產生被科氏力推動的環流，進而推動浪，並增加推動整個氣旋循環的暖潮濕空氣。提升地球表面的溫度或降低對流層頂的溫度，皆會造成氣旋中風的增強。在應用至颶風動力學時，這個循環代表著卡諾循環，並可進一步預測最大颶風強度。

### 水蒸氣與氣候變遷
克勞修斯-克拉佩龍方程顯示，每當上升1攝氏溫度，水氣容量大約會上升8%（這與其他參數，如壓力或密度並無直接關係）。這樣的「水氣容量」，或稱「蒸氣壓」可以從克劳修斯－克拉佩龙方程中得到。
{\displaystyle e_{s}(T)=6.1094\exp \left({\frac {17.625T}{T+243.04}}\right)}
（式中{\displaystyle e_{s}(T)}是平衡壓力或蒸氣壓（單位:hPa），而{\displaystyle T}是溫度（單位:攝氏度））。這顯示當大氣溫度提升（如溫室氣體），濕度應該以指數成長（假設濕度為常數）。然而，這個純熱力學推導是頗具爭議的，因為對流過程可能伴隨因為下沉氣流面積上升，而產生的極度乾燥，造成凝結效率被對流強度影響，並且雲的形成也與濕度相關。

## 特別主題
- Lorenz, E. N., 1955, Available potential energy and the maintenance of the general circulation, Tellus, 7, 157–167.
- Emanuel, K, 1986, Part I. An air-sea interaction theory for tropical cyclones,  J. Atmos. Sci. 43, 585, (energy cycle of the mature hurricane has been idealized here as Carnot engine that converts heat energy extracted from the ocean to  mechanical energy).

## 延伸閱讀
1. Bohren, C.F. & B. Albrecht. . Oxford University Press. 1998. ISBN 978-0-19-509904-1.
2. Curry, J.A. and P.J. Webster, 1999, Thermodynamics of Atmospheres and Oceans. Academic Press, London, 467 pp (textbook for graduates)
3. Dufour, L. et, Van Mieghem, J. – Thermodynamique de l'Atmosphère, Institut Royal Meteorologique de Belgique, 1975. 278 pp (theoretical approach). First edition of this book – 1947.
4. Emanuel, K.A.(1994): Atmospheric Convection, Oxford University Press. ISBN 0-19-506630-8 (thermodynamics of tropical cyclones).
5. Iribarne, J.V. and Godson, W.L., Atmospheric thermodynamics, Dordrecht, Boston, Reidel (basic textbook).
6. Petty, G.W., A First Course in Atmospheric Thermodynamics, Sundog Publishing, Madison, Wisconsin,  ISBN 978-0-9729033-2-5 (undergraduate textbook).
7. Tsonis Anastasios, A. . Cambridge University Press. 2002. ISBN 978-0-521-79676-7.
8. von Alfred Wegener, Thermodynamik der Atmosphare, Leipzig, J. A. Barth, 1911, 331pp.
9. Wilford Zdunkowski, Thermodynamics of the atmosphere: a course in theoretical meteorology, Cambridge, Cambridge University Press, 2004.